# 1082 Pirola
1082 Pirola је астероид главног астероидног појаса. Приближан пречник астероида је 43,01 ,
а средња удаљеност астероида од Сунца износи 3,123 астрономских јединица (АЈ).
Инклинација (нагиб) орбите у односу на раван еклиптике је 1,851 степени, а орбитални период износи 2016,501 дана (5,520 година). Ексцентрицитет орбите астероида износи 0,182.
Апсолутна магнитуда астероида износи 10,41 а геометријски албедо 0,065.
Астероид је откривен 28. октобра 1927. године.